# Johan Gustaf von Carlson
Johan Gustaf von Carlson (également von Carlsson), né le 15 novembre 1743 dans la paroisse de Vårdinge, comté de Stockholm et décédé le 10 décembre 1801 à Stockholm, est un haut-fonctionnaire, ornithologue et collectionneur suédois.

## Biographie
Fils du chambellan Johan von Carlson et de Maria Lovisin, Johan Gustaf von Carlson naît le 15 novembre 1743. Il étudia à l'Université d'Uppsala. Il travaille dans l'administration des expéditions de guerre des 1762 et en gravit progressivement les échelons jusqu'à devenir secrétaire d'État aux expéditions de guerre en 1781. En 1792, il devient président de la cour d'appel de Vaasa, poste dont il démissionne avant même de s'être rendu sur place.
Ornithologue, il possède une grande collection d'oiseaux empaillés dans sa ferme de Mälby, dans le Södermanland. Von Carlson lègue cette collection à l'Académie royale des sciences de Suède dont il est membre depuis 1787. La même année, il est nommé commandeur de l'Ordre royal de l'Étoile polaire. Von Carlson publie les images de ses oiseaux les plus rares accompagnées de textes d'Anders Sparrman entre 1786 et 1789 sous le titre Museum carlsonianum. Il avait d'ailleurs acquis des oiseaux que Sparrman avait ramené de son expédition en Nouvelle-Zélande avec James Cook. Il publie également quelques essais ornithologiques dans les Actes de l'Académie des sciences.
Au milieu des années 1780, Gustaf von Carlson mandate son ami et architecte Carl August Ehrensvärd pour réaliser le temple de Mälby, l'un des premiers exemples d'architecture néoclassique pure de Suède.

## Distinctions
- Commandeur de l'ordre royal de l'Étoile polaire (Suède)